# Градишица
Градишица (словен. Gradišica, итал. Gradiscizza) је насељено место у општини Хрпеље–Козина, Обално-крашка регија, Словенија.

## Историја
До територијалне реорганизације у Словенији била је у саставу старе општине Сежана.

## Становништво
У попису становништва из 2011. године, Градишица је имала 27 становника.
| Број становника према пописима | Број становника према пописима | Број становника према пописима |
| ------------------------------ | ------------------------------ | ------------------------------ |
| 1991                           | 2002                           | 2011                           |
| 33                             | 29                             | 27                             |

Напомена: До 1992. исказивано под именом Градичица.